# Fosfat de guanosina cíclic
El fosfat de guanosina cíclic abreujat GMPc o cGMP en anglès: Cyclic guanosine monophosphate) és un nucleòtid cíclic derivat del trifosfat de guanosina (GTP). El cGMP actua com a segon missatger a la manera de l'AMP cíclic activant la proteïna-cinasa intracel·lular.

## Síntesi
La síntesi de cGMP es catalitza per la ciclasa de guanilat (GC), la qual converteix el trifosfat de guanosina a cGMP.

## Efectes
El cGMP és un regulador comú de la conductància i l'apoptosi cel·lular. També relaxa els teixits dels músculs i fa de vasodilatador.
El cGMP és un missatger secundari en fototransducció visual a l'ull. El GMP i un gran nombre dels seus derivats tenen gust d'umami.
El cGMP també actua en el còrtex cerebral.

## Degradació
Molts nucleòtids cíclics fosfodiesterases degraden per hidròlisi el cGMP.
Per exemple el sildenafil (Viagra) augmenta l'efecte vasodilatador del cGMP dins el cos cavernós del penis en el tractament de la disfunció erèctil però com a efecte secundari en la retina redueix la visió encara que ho fa amb poca importància pràctica si no és en condicions ambientals de visió ja difícils. Aquest efete s'evita per altres inhibidors com el tadalafil.

## Activació de la cinasa
El cGMP està implicat en la regulació d'algunes cinases dependents de la proteïna.